# 新芜区
新芜区是中国安徽省芜湖市原来下辖的一个市辖区。位于芜湖市城区西部，面积约16.7平方千米，人口21.7万人。2006年2月9日，新芜区被并入镜湖区。

## 芜湖县改区
2014年芜湖市《关于调整芜湖市部分县区行政区划的请示》中规划撤销芜湖县，设立芜湖市新芜区，以原芜湖县、镜湖区荆山街道及方村街道、弋江区火龙街道及白马街道的行政区域为新的新芜区的行政区域。新芜区人民政府驻湾沚镇芜湖南路。
2020年7月，芜湖县撤销，设立芜湖市湾沚区。